# Pêro Vaz de Caminha
Pêro Vaz de Caminha (AFI: [ˈpeɾu ˈvaʃ dɨ kɐˈmiɲɐ], n. 1450, d. 15 decembrie 1500) a fost un explorator portughez care l-a însoțit pe Pedro Álvares Cabral atunci când acesta a descoperit Brazilia, el fiind unul dintre căpitanii flotilei. Caminha a scris ceea ce este considerat astăzi una dintre cele mai precise atestări ale descoperirii Braziliei — Carta de Pêro Vaz de Caminha.
1. ↑   http://www.lehman.cuny.edu/ciberletras/v08/rocha.html Lipsește sau este vid: |title= (ajutor)
2. ↑  Autoritatea BnF, accesat în 10 octombrie 2015